# Daniel Hausrath
Daniel Hausrath (geboren op 8 april 1976 in Mülheim an der Ruhr) is een Duitse schaakgrootmeester met een FIDE-rating van 2494 in 2018.

## Privéleven

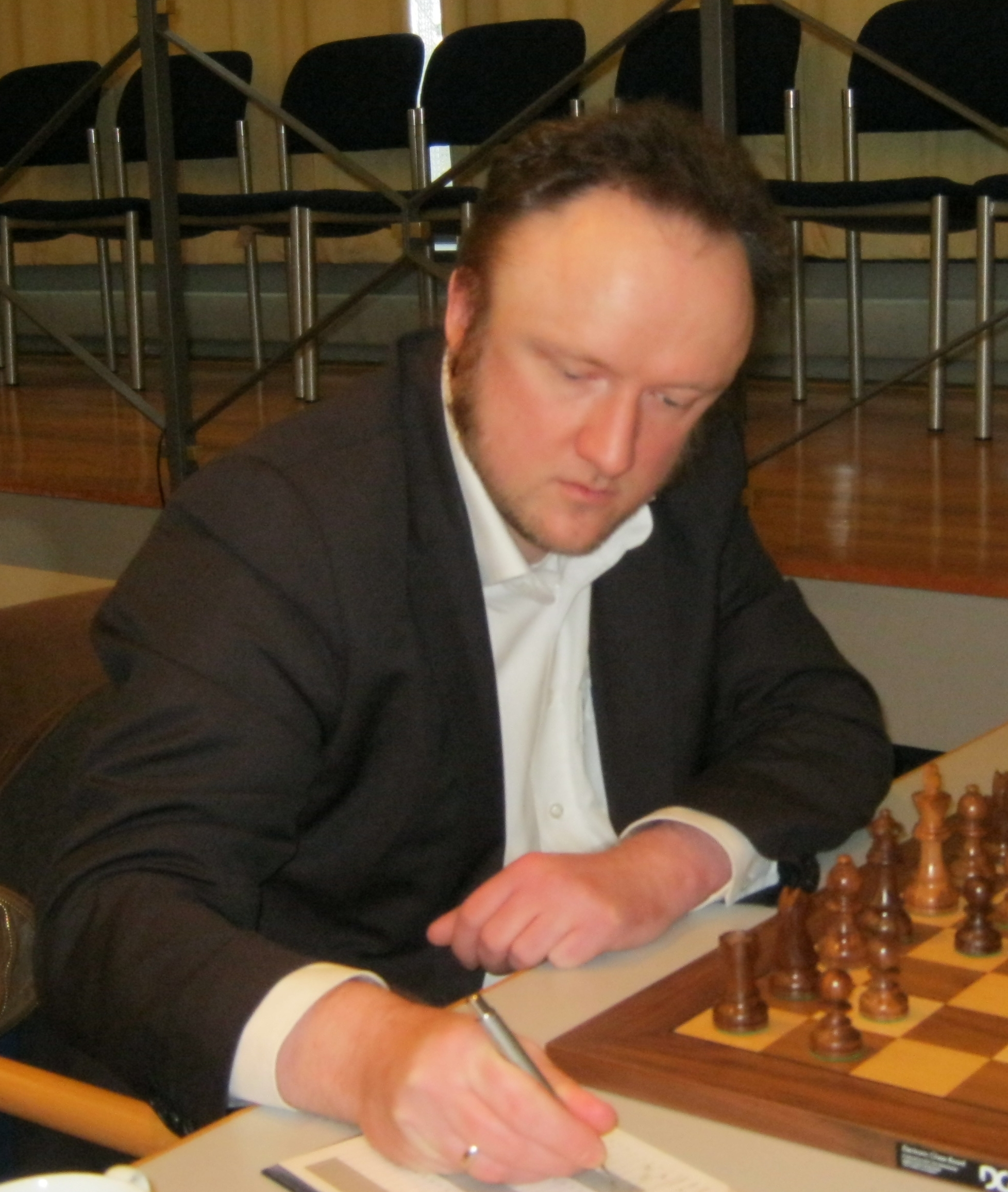
Daniel Hausrath, 2010

Daniel Hausrath was student aan de Otto-Pankok-Schule, een Gymnasium in Mülheim. Hij heeft economische wetenschappen in Duisburg gestudeerd. Naast getalenteerd schaker is hij ook actief als schaaktrainer. Deze functie voert hij uit aan een schaakschool in Essen/Mülheim.

## Schaakcarrière

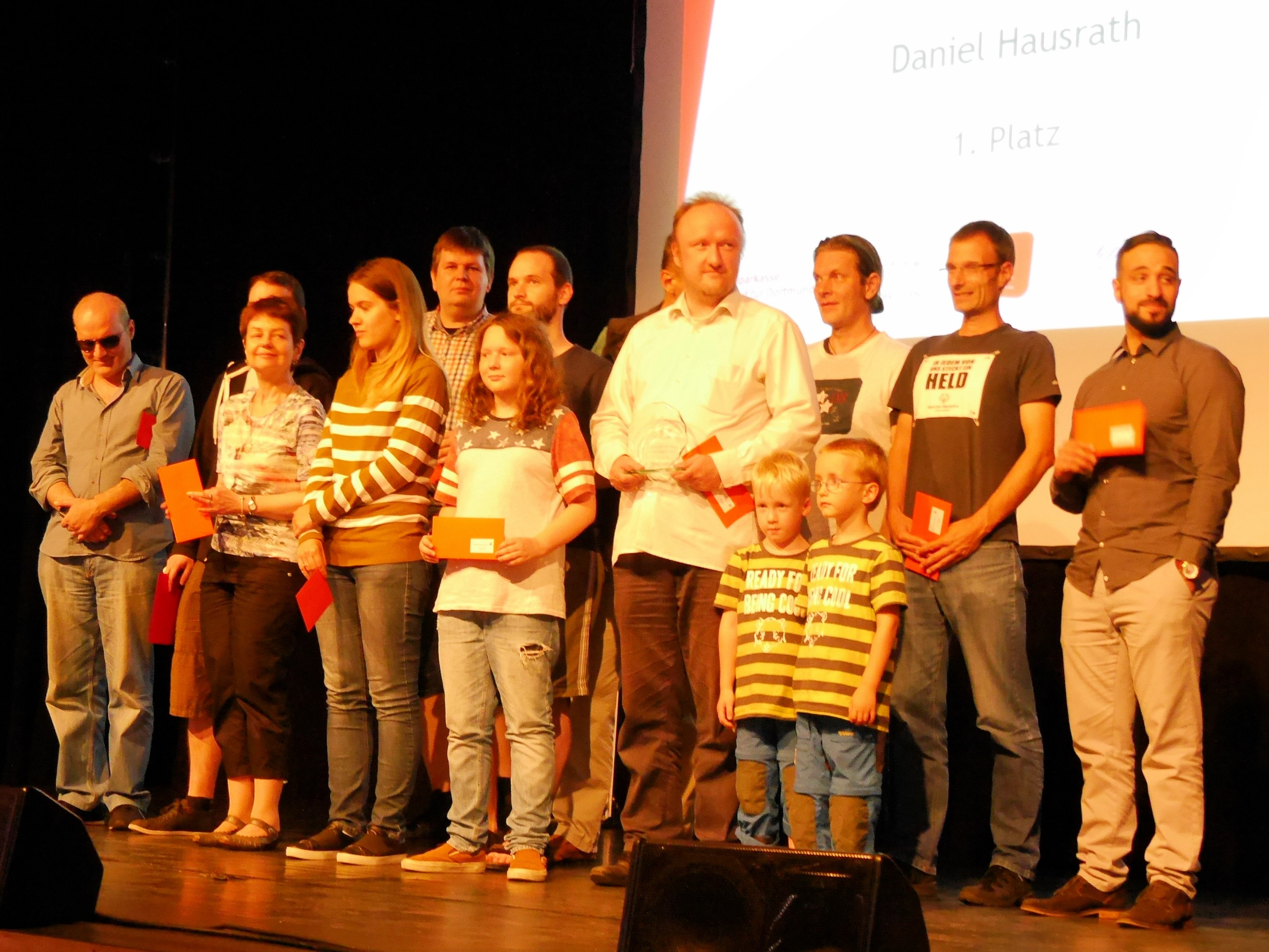
Dortmund 2017, erehuldiging in de A-groep. In het midden staat Daniel Hausrath met twee van zijn kinderen.

Op het jeugdwereldkampioenschap schaken 1990 in Fond du Lac (VS) werd hij negende bij de U14; waar Judith Polgar uiteindelijk jeugdkampioene werd. Op het jeugdwereldkampioenschap schaken in 1992 werd hij 23e bij de U16 in Duisburg In 1992 won hij de Duitse titel U17 in Steinsfurt. In 1994 werd hij vierde op de jeugdeuropeeskampioenschap U18 in Kreta.
Het Ruhrhalbinsel-Open in Essen-Überruhr won hij vijfmaal, in 1996, 1999, 2000, 2005 en 2007. Het Großenbaumer PfingstOpen in Duisburg won hij tweemaal in 2002 en 2004. In 2007 won hij het kampioenschap in Noordrijn-Westfalen in Herne-Börnig, in 2009 won hij het blitztoernooi.
Zowel in 2016 als in 2017 won hij de Open groep in de Dortmunder Schachtage.
In 1997 werd hij Internationaal Meester (IM). Zijn eerste grootmeesternorm behaalde hij in de Schaakbundesliga (de Duitse meesterklasse), in het seizoen 2005/2006. De tweede norm behaalde hij in juli 2009 tijdens het 42e Internationale Schaakfestival in Biel/Bienne. In de Europacup 2009 in Ohrid miste hij de derde en laatste grootmeesternorm op een half elopunt. De laatste norm behaalde hij wel in 2013, weer op het Schaakfestival in Biel/Bienne, daardoor mag hij zich sinds 2013 grootmeester noemen. In januari 2015 werd hij de 39e hoogste gerangschikste speler op de Duitse ratinglijst met een FIDE-rating van 2540. In november 2010 was hij de sterkste Duite Internationale Meester ooit.

## Schaakverenigingen
Daniel Hausrath speelde van 1995 tot en met 1998 bij SG Porz en PSV/BSW Wuppertal in de 1e Bundesliga. Sinds 1998 speelt hij bij SV Mülheim-Nord, die sinds 2004 in de 1e Bundesliga actief is. In de Nederlandse Meesterklasse speelt Hausrath sinds 2005 bij ESGOO en SV Voerendaal. Met SV Voerendaal werd hij in 2012 landskampioen. In België speelt hij voor KSK Eupen 47, die door een fusie in 2003 in KSK 47 Turm Eynatten heet. Met Eupen werd hij viermaal landskampioen (2006, 2010, 2011 en 2014). In Frankrijk speelt hij voor Echiquier Guingampais in de seizoenen 2009/10 en 2010/11. In Luxemburg speelde hij van 2005 tot en met 2008 voor De Sprénger Echternach, waar hij in 2006 landskampioen wordt.
Verder nam hij vijfmaal deel aan de European Club Cups: van 2005 tot en met 2009 met het Belgische KSK 47 Eynatten, in 2006 met het Luxemburgse De Sprénger Echternach en van 2008 tot en met 2014 met het Duitse SV Mülheim-Nord.